# Rimbalzi d'amore
Rimbalzi d'amore (Just Wright) è un film del 2010 diretto da Sanaa Hamri.

## Trama
Leslie Wright è una fisioterapista e scatenata fan dei Nets, squadra di pallacanestro. Lei e la sua amica Morgan vivono insieme perché Morgan anziché cercarsi un lavoro, pianifica di diventare la moglie di un giocatore dell'NBA, curando molto il suo aspetto e il suo abbigliamento.
Poco dopo essere stata ad una partita, casualmente Leslie vede Scott McKnight, star dei Nets ma anche il più grande giocatore dell'NBA, presso una stazione di servizio e lo aiuta a mettere il carburante. Egli, per ringraziarla, le apre lo sportello dell'auto, mostrandosi un vero gentiluomo, ma il compito si rivela difficile, poiché la porta della sua vecchia auto, una Ford Mustang, è rigida e difficile da aprire. Lui la invita alla sua festa di compleanno, dove lei si presenta con Morgan, che non sta più nella pelle per la contentezza. Scott incontra Morgan e improvvisamente prova un interesse per lei. Dopo soli tre mesi di rapporto, Scott le propone di sposarlo e lei accetta.
Purtroppo Scott durante una partita ha un gravissimo infortunio al ginocchio, che potrebbe anche rovinare per sempre la sua carriera. Morgan gli suggerisce l'aiuto di Leslie, dal momento che lei era gelosa della sua precedente fisioterapista, così Leslie si trasferisce nella loro casa. Le voci che circolano sulla carriera di Scott non sono positive, se non recupera rapidamente la sua forma fisica per giocare l'ultima partita dei play-off potrebbe non ottenere il rinnovo contrattuale dai Nets. Ciò provoca che Morgan lasci Scott tramite una lettera, poiché il suo interesse nei suoi confronti era principalmente quello di diventare famosa e non lo sarebbe stata accanto ad un giocatore decaduto.
Scott rimane estremamente sconvolto e scoraggiato per continuare il recupero con gli allenamenti e la fisioterapia. Leslie lo incoraggia e lo aiuta a tornare in gioco, i due trascorrono moltissimo tempo insieme. Scott è in grado di tornare in NBA prima dei playoff vincendo la sua prima partita. Per ringraziarla, lui rimette completamente a nuovo la sua Mustang, lasciando però intatta la fossetta dello sportello, così i due decidono di trascorrere una romantica serata insieme, ma al risveglio Leslie vede Morgan alla porta di Scott, che gli chiede di tornare insieme a lui. Leslie si trasferisce rapidamente da casa sua e Scott e Morgan tornano a frequentarsi. Poiché Leslie ha aiutato Scott a recuperare la sua forma in un breve lasso di tempo, molte squadre le offrono un lavoro come preparatore atletico. La scelta più probabile sono i Sixers a Filadelfia poiché Leslie vuole allontanarsi dalla sua città e vuole smettere di pensare a Scott per il quale soffre enormemente. Scott quando capisce che sta per perderla, si accorge che lui è innamorato di lei così la raggiunge per aprirle il suo cuore.